# Noyers (Loiret)
Noyers è un comune francese di 738 abitanti situato nel dipartimento del Loiret nella regione del Centro-Valle della Loira.

## Società

### Evoluzione demografica
Abitanti censiti